# Саланганы (триба)
Саланганы (лат. Collocaliini) — триба птиц семейства стрижиных (Apodidae).

## Ареал
Распространены в Юго-Восточной Азии, Австралии, на островах Индийского и Тихого океанов. Селятся колониями, преимущественно в пещерах и на отвесных скалах.

## Использование гнезд
Из собственной затвердевающей слюны саланганы сооружают гнёзда — так называемые «ласточкины гнезда», — которые употребляются человеком в пищу. Из них преимущественно готовят деликатесные супы.
Когда у саланган «забирают» гнездо, они немедленно приступают к постройке другого. Но наиболее ценятся первые гнезда, поскольку последующие обычно загрязнены различными примесями. Загрязненные гнезда предварительно отправляют на очистку, а затем из них производят желатин, приготовляемый в виде стружки. Добыча гнезд местными жителями — трудный и опасный процесс.

## Классификация
В трибу включают 4 рода:
- Aerodramus
- Collocalia
- Hydrochous
- Schoutedenapus